# Samsung Galaxy Z Flip 3

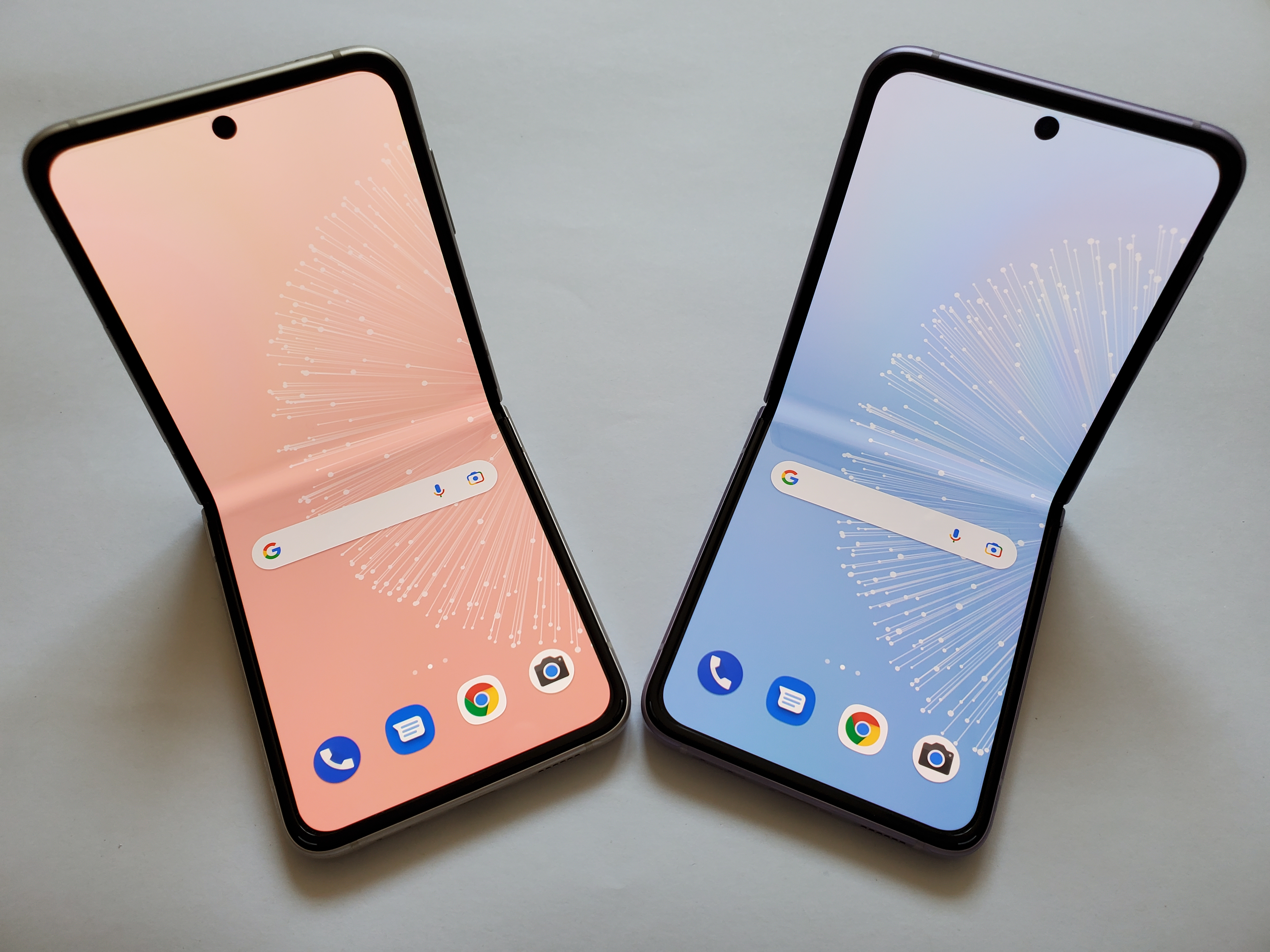
Samsung Galaxy Z Flip 3 (frente)

El Samsung Galaxy Z Flip 3 (estilizado como Samsung Galaxy Z Flip3, vendido como Samsung Galaxy Flip 3 en ciertos territorios) es un teléfono inteligente plegable que forma parte de la serie Samsung Galaxy Z. Samsung Electronics lo reveló el 11 de agosto de 2021 en el evento Galaxy Unpacked junto con el Z Fold 3. Es el sucesor del Samsung Galaxy Z Flip, aunque tiene la marca Flip 3 para alinearse con la marca del modelo Fold que lo acompaña.

## Especificaciones

### Diseño
El Z Flip 3 utiliza el mismo formato clamshell que el primer Z Flip con un marco de aluminio, tiene una pantalla de 6,7 pulgadas protegida por un vidrio ultrafino fabricado por Samsung que se puede plegar en un espacio de 4,2 pulgadas. Una vez que está plegado, el logotipo de Samsung aparece en el centro de la bisagra. Este diseño de logo y colocación es idéntico a su modelo anterior Samsung Galaxy Z Flip. También adopta una pantalla trasera de 1,9 pulgadas, que es un cambio más notable con respecto a las 1,1 pulgadas del modelo anterior. Este cambio en la pantalla exterior permite a los usuarios descargar widgets como música, clima, alarma, temporizador, grabadora de voz, programa de hoy, Samsung Health y bluetooth.
Está disponible en cuatro colores: crema, negro fantasma, verde y lavanda.
También hay colores exclusivos en su variante Galaxy Z Flip 3 Bespoke Edition: gris, blanco, rosa, azul y amarillo. Esta edición es una colaboración con el refrigerador Bespoke de Samsung que permite a los clientes personalizar libremente los colores de las puertas del refrigerador. Siguiendo el mismo concepto, Samsung Galaxy Z Flip 3 Bespoke Edition también brinda servicios de personalización de color. Los clientes pueden mezclar y combinar los cinco colores para la parte superior e inferior del teléfono. A diferencia de la edición oficial, en la que el color de la bisagra cambia según el color del teléfono, el color de la bisagra de la edición Bespoke se limita a plateado y negro.

### Hardware
El Z Flip 3 cuenta con una pantalla AMOLED de 6,7 pulgadas con relación 22:9 compatible con una frecuencia de actualización de 120 Hz y también con HDR10+. La pantalla presenta un recorte circular para la cámara frontal. La parte posterior del teléfono tiene una pequeña pantalla exterior de 1,9 pulgadas, una mejora en el tamaño con respecto a la pantalla  de 1,1 pulgadas del Z Flip original, que puede usar para mostrar la hora, la fecha y el estado de la batería, interactuar con notificaciones, contestar llamadas telefónicas y actuar como un visor. El teléfono está potenciado por el Qualcomm Snapdragon 888, con 8 GB de RAM LPDDR5 y opciones de 128 o 256 GB de almacenamiento UFS 3.1 no ampliable. El Z Flip 3 cuenta con la misma batería dual de 3300 mAh que puede cargarse rápidamente a 15 W usando USB-C o de forma inalámbrica a través de Qi y carga de 10 W. El botón de encendido está integrado en el marco y también funciona como sensor de huellas dactilares, así como un método para bajar el panel de notificaciones e iniciar Samsung Pay, con el control de volumen ubicado arriba. El teléfono cuenta con dos cámaras traseras, siendo una cámara gran angular de 12MP y una cámara ultra ancha de 12MP, junto con una cámara frontal de 10MP. El Z Flip 3 presenta una clasificación de resistencia al agua IPX8, que, según Samsung, puede sobrevivir sumergido en agua a 5 pies durante hasta 30 minutos.

## Recepción de la crítica
Samsung Galaxy Z Flip3 obtuvo un 83/100 en el sitio de revisión de tecnología Techspot Metascore. Techspot también publicó un 8.8/10.0 para la puntuación según los usuarios. Como menciona Techspot, los revisores hicieron comentarios positivos sobre el precio del teléfono, la resistencia al agua, la pantalla de cubierta de 1,9 pulgadas con widgets y la pantalla principal de alta calidad. También dejaron comentarios positivos sobre el diseño y el color del producto. Por otro lado, los revisores dejaron comentarios negativos sobre la calidad de la cámara, el grosor del teléfono cuando está plegado y la batería relativamente pequeña. También cuestionaron la durabilidad de la pantalla a largo plazo y los posibles problemas de "arrugas". El problema de las arrugas preocupó a muchos de los usuarios porque era la mayor desventaja de un teléfono plegable. Según Segan de PCMag, tener un teléfono plegable es muy innovador, pero ver el pliegue no es atractivo. El sitio web de tecnología Expertreviews comentó que el mercado de teléfonos plegables finalmente obtuvo un teléfono plegable que vale la pena comprar. Le dieron una puntuación de 5/5 al dispositivo.
Los puntos de vista negativos critican que no encuentran la necesidad de hacerse con un teléfono plegable. Alex Perry de Mashable dice que el Samsung Galaxy Z Flip3 puede ser el mejor teléfono plegable del mercado, pero, independientemente de su calidad, "no puedo imaginarme comprar uno".